# Нобл, Пол
Пол Нобл (Paul Noble, 1963, Dilston, Нортумберленд, живёт и работает в Лондоне) — современный британский художник.

## Биография
Пол Нобл учился в Колледже высшего образования Хамберсайда, который закончил в 1986, после чего переехал в Лондон, где стал одним из основателей галереи «City Racing». В «City Racing» прошла его первая выставка, которая состояла преимущественно из небольшой по размеру нарративной живописи и рисунков с изображением наивных миров. Позднее он создавал все инсталляции, основанные на одном нарративе. Игра сопровождалась похожей на комикс графикой, изображающей персонажей, ведущих бесцельное существование. Несмотря на мрачность тем, работы Нобла богаты визуально. Его живопись, рисунки и инсталляции, в которых он изобретает новые миры, занимают территорию где-то между отчаянием и весельем.
Его работы с того времени демонстрировались в Лондоне в Cubitt Gallery (1995), Chisenhale Gallery (1998), Tate Gallery (1999), Whitechapel Art Gallery (2004); а также в Albright Knox Gallery, Буффало, (2003), Museum Boymans van Beuningen, Роттердам, и Migros Museum, Цюрих (2005).

## Творчество
Пол Нобл получил широкое признание благодаря монументальному графическому проекту Nobson Newtown. Рисуя образ за образом, историю за историей, архитектор и градостроитель, археолог и картограф, историк и активист, создатель и разрушитель в одном лице, на протяжении десятилетия Нобл описал видение городской тоски. Nobson Newtown был планом символического города, изометрически наполненный кошмарами и извращениями. Блочный, геометрический шрифт структурировал многие здания, предоставляя ещё один уровень смысла в этой увлекательной пародии на современное общество и мечты социальных инженеров.
Нобл создаёт зашифрованные схемы, черпая вдохновение из таких разнообразных источников, как древние китайские свитки и японские скульптуры, яйца Фаберже, порнография восемнадцатого века и права животных, Босх и Ойвид Фальстрем. Сам уровень детализации в рисунках бросает вызов способности глаза и ума.

## Персональные выставки
| - 2007 Gagosian Gallery, Нью-Йорк - 2005 Migros Museum für Gegenwartskunst, Цюрих - 2004 Maureen Paley, Лондон - 2004 Whitechapel Art Gallery, Лондон - 2003 Albright-Knox Art Gallery, Буффало | - 2001 Maureen Paley, Лондон - 2001 Unified Nobson, 1995—2001, Mamco — musée d´art moderne et contemporain, Женева - 1998 Maureen Paley, Лондон - 1998 Nobson, Chisenhale Gallery, Лондон |